# 藤森綾子
藤森 綾子（ふじもり あやこ、1963年10月5日 - ）は、日本の元AV女優。AV事務所「麗 URARA」（POPSTARグループ）所属。
星座：天秤座、趣味：食べ歩き、特技：アルトサックス

## 作品

### アダルトビデオ
2009年
- 『専属お母さん 藤森綾子 45歳デビュー』(4月2日、タカラ映像/タカラビジュアル)
- 『母親に甘えてみたい夜もある 藤森綾子』(5月7日、タカラ映像/ALEDDIN)
- 『近親相姦 藤森家の失墜 藤森綾子』(6月4日、タカラ映像/ALEDDIN)
- 『近親相姦 お母さんに膣中出し 藤森綾子45歳』(7月4日、ルビー/EDEN(ルビー))
- 『中出し近親相姦 母子熱愛 藤森綾子』(7月9日、センタービレッジ/春夏秋冬（センタービレッジ))
- 『中出しソープ 麗しの熟女湯屋 美熟女総本店 藤森綾子』(7月10日、グローバルメディアエンタテインメント/Neo HAMAM)
- 『近親相姦中出し親子 藤森綾子』(7月23日、センタービレッジ/東南西北)
- 『素人マダムズ［LEVEL A］ 其の四十一』(7月24日、ジャパンホームビデオ)  他出演：山下やよい、滝川絵理子、川上ゆう、大塚美雪
- 『熟母の告白 ～息子に溺れていった女～ 藤森綾子』(7月25日、マドンナ/Madonna)
- 『熟女しょんべん漏らし 漏らす快感に取り憑かれた熟女達 藤森綾子』(8月1日、AVS/AVS)
- 『エロ下着姿でダイエット中の巨乳義母に中出ししちゃいました！ 4 藤森綾子』(8月17日、なでしこ/Nadeshiko)
- 『母の旧友 藤森綾子』(8月25日、マドンナ/Madonna)
- 『非日常的悶絶遊戯 スナックのママさん、綾子の場合』(9月1日、AVS/PHANTOM 夢)
- 『四十路マダム 22』(9月4日、クリスタル映像/MADAM MANIAC)
- 『癒らしい家政婦さん』(9月15日、STAR PARADISE/夢物語)他出演：白川ゆり、三枝景子
- 『たびじ~母と子 藤森綾子』(9月17日、タカラ映像/ALEDDIN)
- 『友達の綺麗なお母さんにガマンができなくて…』(9月19日、AROUND/AROUND)
- 『人妻の性癖 藤森綾子』(9月19日、AROUND/AROUND)
- 『叔母の喫茶店 藤森綾子』(9月25日、Madonna/Madonna)
- 『熟母の淫乳 禁忌の後家妻が堕ちた近親愛』(10月3日、ルビー/Secret）
- 『未亡人下宿 藤森綾子』(10月5日、)共演：小野里美 ※成人向け映画
- 『巨乳妻 羞恥露出の旅 ～Gカップ熟女45歳、綾子～』(10月9日、映天/ヤブサメ)
- 『熟年専門 投稿フリーク 旦那の前で野外姦する妻編』(10月10日、ラハイナ東海/岐阜城)
- 『M婦人不倫調教21』(11月1日、中嶋興業/中嶋興業)
- 『完全盗み撮り 近親相姦息子を拒めない母 ～息子による調教記録～』(11月5日、タカラ映像/GUSK)他出演：朝比奈瑠衣、倉木さゆり、花野真衣、杉本蘭
- 『ザ・ふんどし 2 熟女食い込み満尻編』(11月6日、映天/ヤブサメ)他出演：山口智美
- 『お母さんと呼んで私に甘えなさいと、熟女マッサージ師は優しく微笑んだ。 2』(11月7日、ラハイナ東海/岐阜城）他出演：山口智美、星野あゆ、近藤絵令奈
- 『宅配エンジェル』(11月7日、桃太郎映像出版/TARANTULA)他出演:澄川ロア、三浦加奈、春樹レイ、みついあんな
- 『管理人のおばさん 藤森綾子』(11月15日、STAR PARADISE/夢物語)他出演：景子、ゆり
- 『定年を迎えた夫婦たちの性生活』(11月19日、エマニエル/海亀)
- 『美熟母の快楽 』(11月28日、小林興業)他出演：香苗
- 『ドクタークリスがアドバイスする熟年者の楽しいセックス』(12月1日、エマニエル)他出演：有
- 『友人の母』(12月13日、溜池ゴロー/溜池ゴロー)
- 『欲情を抑えきれない10人のワーキング・レディ’s vol.01』(12月19日、桃太郎映像出版/Office Lady)他出演:倖田みらい、澄川ロア、藤宮櫻花、浅倉彩音、三浦加奈

### アダルトビデオ(総集編・再編集等)
2009年
- 『極選！母と息子の禁断交尾4時間』(10月25日、マドンナ/Madonna)他出演：真波紫乃、牧原れい子、山口玲子、時越芙美江、広瀬ゆかり、白河ゆりか、町村小夜子、五十川みどり、増尾彩、加山なつ子、他
- 『藤森綾子でござひます』(11月5日、タカラ映像/タカラビジュアル)